# Brněnec
Brněnec är en ort i Tjeckien.   Den ligger i regionen Pardubice, i den östra delen av landet, 160 km öster om huvudstaden Prag. Brněnec ligger 377 meter över havet och antalet invånare är 1 405.
Terrängen runt Brněnec är kuperad söderut, men norrut är den platt. Brněnec ligger nere i en dal. Runt Brněnec är det ganska tätbefolkat, med 120 invånare per kvadratkilometer. Närmaste större samhälle är Letovice, 9,6 km söder om Brněnec. I omgivningarna runt Brněnec växer i huvudsak blandskog.
Den tyske idustrimannen Oscar Schindler räddade över 1000 judar från deportation till Auschwitz genom att 1944 anställa dem i sin vapenfabrik i Brněcec. 